# Heinrichs bei Weitra
Heinrichs bei Weitra je část obce Unserfrau-Altweitra v Rakousku ve spolkové zemi Dolní Rakousy v okrese Gmünd. Leží na území Vitorazska. K 1. 1. 2021 zde žilo 190 obyvatel.

## Název
Do roku 1918 se vesnice nazývala Heinreichs an Böhmen, v meziválečném období Heinreichs bei Weitra, během 2. světové války Heinreichs bei Gmünd a od roku 1945 Heinrichs bei Weitra. Název je odvozený od vlastního jména Heinrich, česky Jindřich.

## Historie
Za dobu založení vesnice se považuje 1. třetina 13. století, nicméně v písemných pramenech je uvedena až roku 1391 v podobě "Hainreichs". Škola byla ve vsi zřízena zároveň s farou, s výukou se skončilo v roce 1977.

## Současnost
Hlavními zdejšími výrobními obory jsou zemědělství a lesní hospodářství. Na konci roku 2018 se na obecním katastru rozkládala zemědělsky obhospodařovaná půda na 389 hektarech a lesy na 552 hektarech.
Ve vsi existují následující spolky: dobrovolní hasiči, okrašlovací spolek Příhraničí, pivní spolek a krojovaná kapela. Ve vsi působí rovněž hudební škola.

## Okolí
Z vesnice vychází červená turistická značka, která vede kolem žulových skalních útvarů. Její kratší část je určena především dětem a je nazvána Erlebnisweg Heinrichs (Zážitková cesta Heinrichs). Lze po ní pokračovat dále na jihozápad a vystoupat na vrch Mandelstein (874 m n. m.) s vyhlídkou do Čech.

## Pamětihodnosti
- Farní kostel Nanebevzetí Panny Marie byl postavený v novogotickém slohu v letech 1872–1875 podle plánů architekta Hermanna Schneidera. Předchůdkyní kostela byla kaple, kterou nechal v roce 1762 postavit Franz Josef Keuffel z Weitry. Ačkoliv byla v roce 1784 rozšířena o presbytář a získala statut farního kostela, přestala časem postačovat zvýšenému počtu věřících. Proto byla nahrazena stávajícím kostelem. Jeho vnitřní vybavení pochází částečně z původní kaple, částečně bylo přivezeno odjinud. To je případ i barokního oltářního obrazu Nanebevzetí Panny Marie, pocházejícího z kostela v Loibenu. Varhany pocházejí z roku 1911.
- Na silničce s názvem Güterweg Harbach, vedoucí ke kopci Mandelstein, se nachází kaple Johanna Tanzera, zasvěcená Panně Marii. Byla postavena v roce v roce 1898 v sousedství velkého červenolistého buku, který měl pocházet z dob třicetileté války. Pokácen byl v roce 1998.

## Osobnosti
V Heinrichsu se v roce 1952 narodil Ambros Ebhart, od roku 2007 opat benediktinského kláštera v Kremsmünsteru.

## Galerie

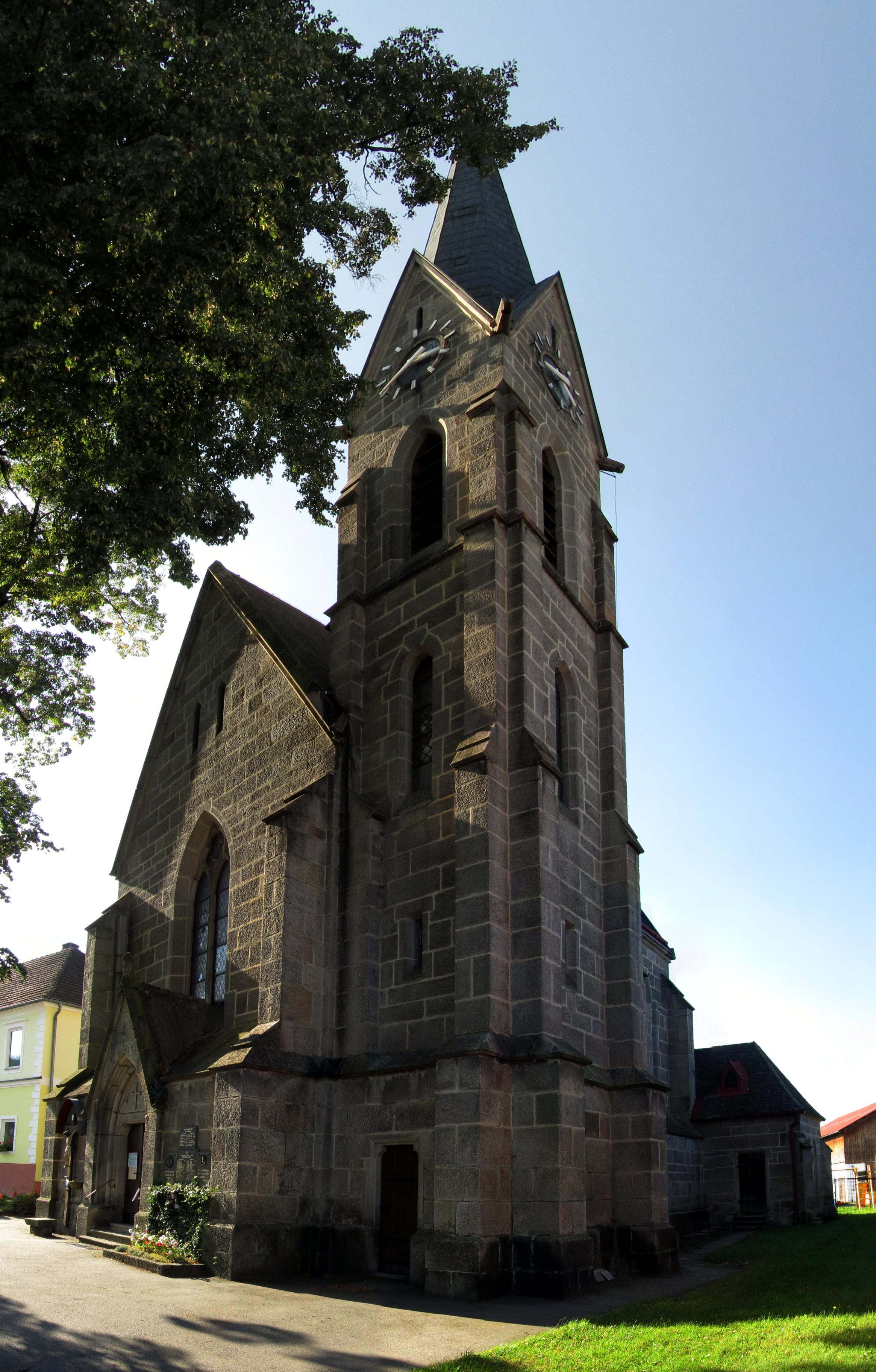
Farní kostel
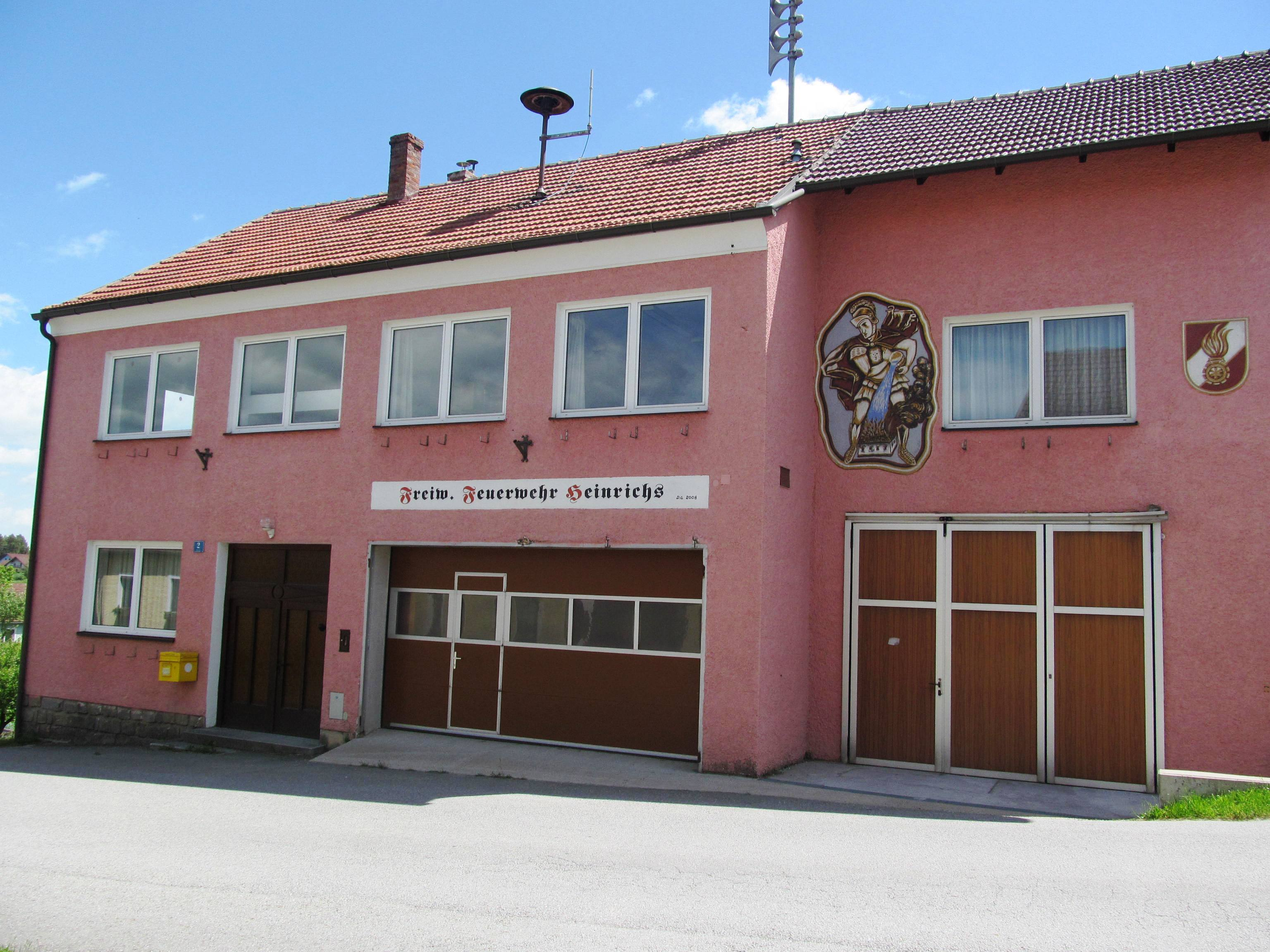
Hasičská zbrojnice
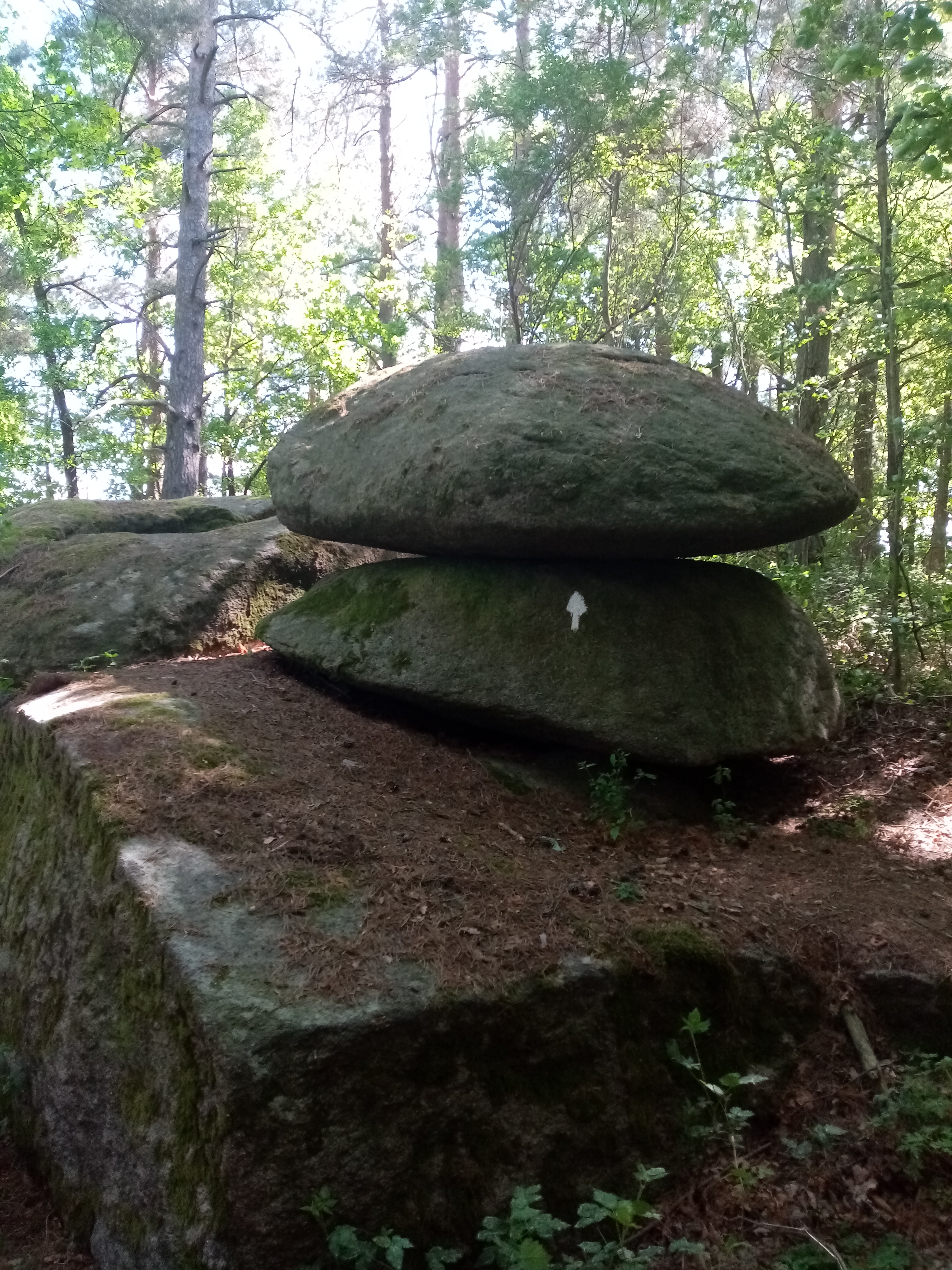
Kámen Brotlabstein v lesích nad Heinrichsem
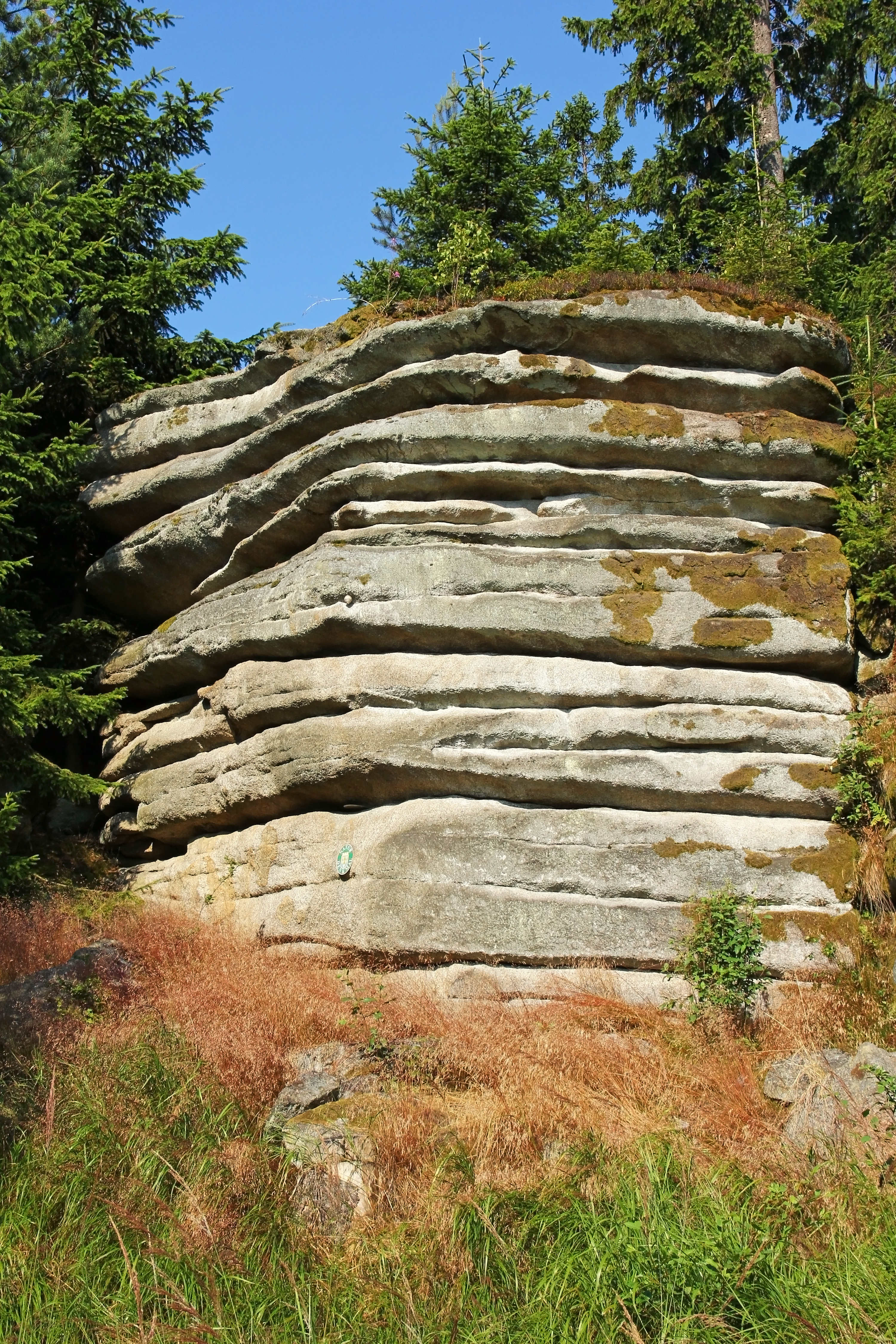
Skály nad Heinrichsem
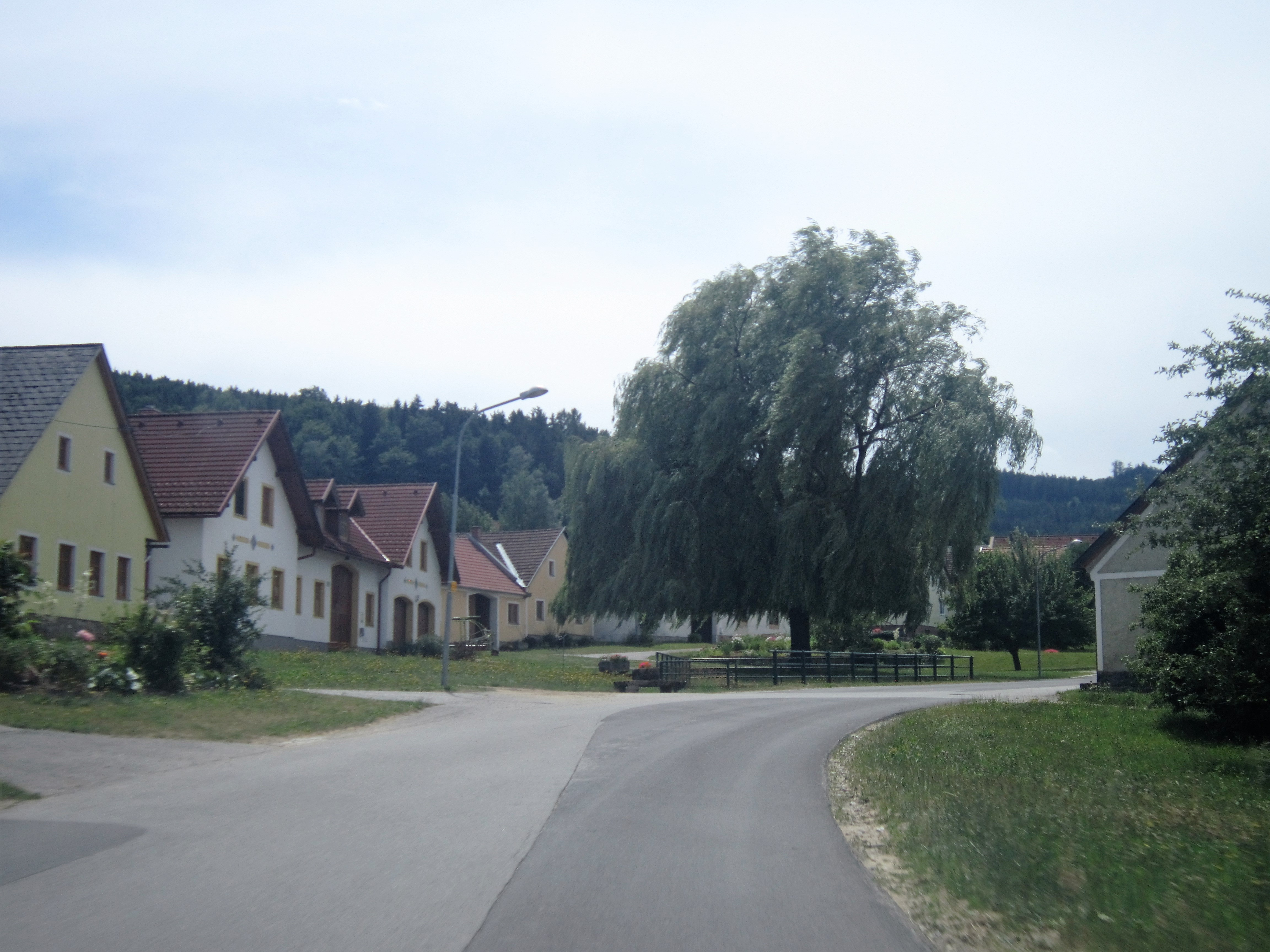
Náves
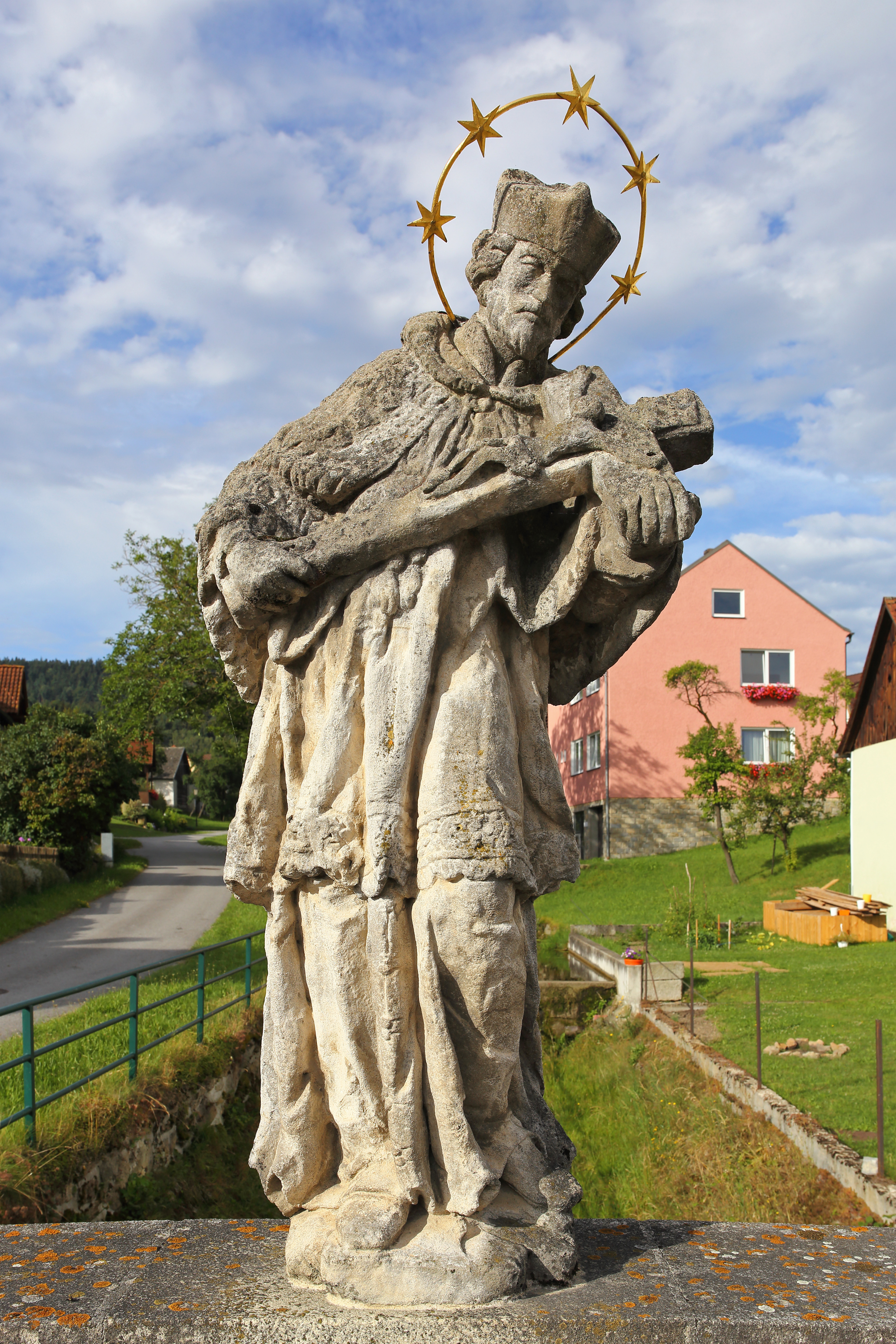
Sv. Jan Nepomucký na mostě přes potok